# الجريمة في المكسيك

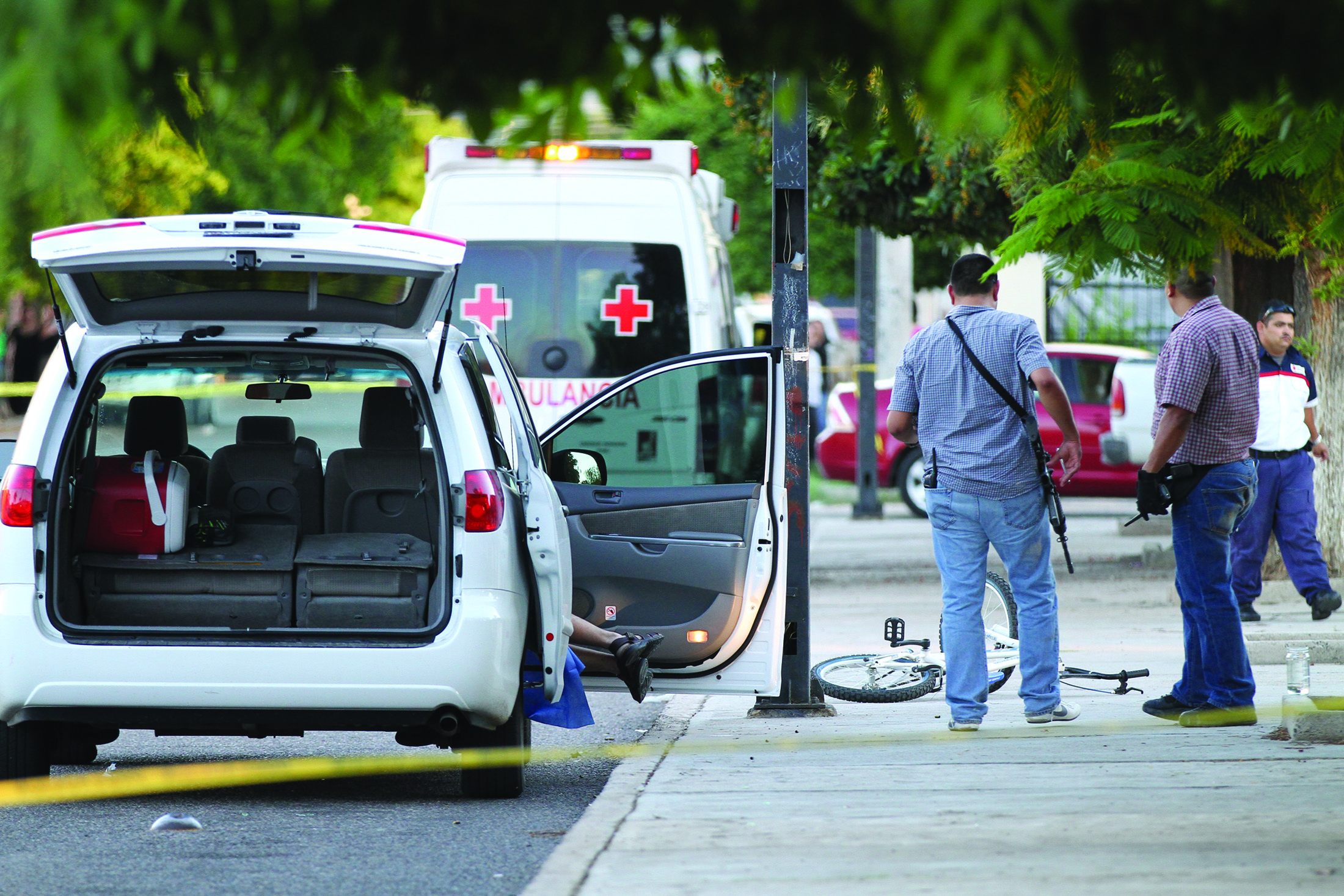
تحقيق الشرطة في مقتل ضابط في أحد شوارع المكسيك

تعدّ الجرائم من أكثر المشاكل إلحاحًا المكسيك، إذ تلعب عصابات تهريب المخدرات المكسيكية دورًا رئيسيًا في تهريب الكوكايين والميثامفيتامين والفنتانيل والهيروين والماريجوانا بين أمريكا اللاتينية والولايات المتحدة. أدى الاتجار بالمخدرات إلى انتشار الفساد، والذي أضر بجمهورية المكسيك الاتحادية بشكل كبير. تسبب الاتجار بالمخدرات والجريمة المنظمة في انتشار جرائم العنف في المكسيك. اتجهت عصابات المخدرات في المكسيك إلى القيام بأنشطة بديلة غير مشروعة أيضًا، بما في ذلك الاتجار بالجنس. شملت الولايات الأكثر تعرضًا للعنف في المكسيك عام 2020، غواناخواتو وزاكاتيكاس وميتشواكان وخاليسكو وكيريتارو. يُقال إن أكثر المدن التي تشهد العنف، تقع في ولاية غواناخواتو مع سيطرة الجماعات الإجرامية (كارتل خاليسكو نيو جينيريشين، وكارتل سانتا روسا دي ليما) التي باتت شائعًا. تُعدّ ولاية زاكاتيكاس مهمّةً لتهريب المخدرات بالنسبة للعديد من جماعات الجريمة المنظمة (كارتل سينالوا، وكارتل خاليسكو نيو جينيريشن)، وتحديدًا تهريب الميتامفيتامين إلى الولايات المتحدة. تشهد ميتشواكان اعتبارًا من عام 2021، حالات متزايدة من الابتزاز والاختطاف بسبب تزايد النزاعات المسلحة والتصعيد بين كارتل خاليسكو نيو جينيريشن والكارتلات المتحدة في المناطق المتاخمة لولاية خاليسكو المجاورة. يقاتل كارتل خاليسكو نيو جينيريشن حاليًا فصيل لوس شابيتوس التابع لكارتل سينالوا في منطقة سونورا شمال المكسيك.
شهدت المكسيك زيادةً في معدلات الجريمة، ولا سيما في المراكز الحضرية الكبرى. حفز الاستقطاب الاقتصادي الكبير في البلاد النشاط الإجرامي، وبشكل رئيسي في الطبقات الاجتماعية والاقتصادية الدنيا، والتي تشمل غالبية سكان البلاد. تتزايد معدلات الجريمة بشكل مضطرد، وتتسم بالعنف في كل مرة، ولا سيما في مدن تيخوانا وسيوداد خواريز، وولايات باجا كاليفورنيا ودورانجو وسينالوا وغيريرو وتشيهواهوا وميشواكان وتاماوليباس ونويفو ليون. تشهد المناطق الحضرية الأخرى معدلات جريمة منخفضة، لكنها خطيرة بكافة الأحوال. يساهم تدني معدلات التوقيف والإدانة في ارتفاع معدلات الجريمة. يُحتمل أن تكون المعدلات أعلى بكثير مما أبلغت عنه الحكومة، نظرًا لكثرة الجرائم التي لا يُبلغ عنها. بلغ معدل جرائم القتل في عام 2015، 14 لكل 100,000. ويرتكب هذه الجرائم نسبة صغيرة من السكان المتورطين في تجارة المخدرات باعتبار حوالي نصف جرائم القتل مرتبطة بالمخدرات.
يشكل كل من الاعتداء والسرقة الغالبية العظمى من الجرائم. وبينما ترتفع معدلات الجريمة في المناطق الحضرية، كما هو معتاد في معظم البلدان، تعدّ الحدود بين الولايات المتحدة والمكسيك أيضًا منطقة إشكالية. شهدت المكسيك عام 2017 عددًا قياسيًا من جرائم القتل، إذ سُجلت 29158 جريمة قتل. تعد المكسيك أخطر دولة في أمريكا اللاتينية للصحفيين وفقًا لمؤشر الجريمة العالمية لعام 2016. إذ تمر العديد من هذه الجرائم دون عقاب، مما أدى إلى حملات في الصحافة ومظاهرات تسلط الضوء على «الإفلات من العقاب» للمسؤولين عن قتل الصحفيين الاستقصائيين.

## الجريمة وفقًا لنوعها

### جرائم القتل
بلغت معدلات القتل في المكسيك عام 2012، 21.5 لكل 100,000 نسمة، إذ أن حوالي 26,037 جريمة قتل قد ارتُكبت في المكسيك عام 2012. وقد قُتل حوالي 215,000 شخصًا ين عامي 2000 و2013، بينما سُجن حوالي 30,800 شخص فقط بتهمة القتل، مع العديد من جرائم القتل دون حل. شهدت المكسيك في أكتوبر 2017، أكثر الشهور دموية منذ أن بدأت بحفظ هذه البيانات في عام 1997، وبمعدل تحقيقات بلغ 2371 تحقيقًا في جرائم القتل. كان عام 2017 أكثر الأعوام دموية على الإطلاق في المكسيك، إذ سُجلت 31,174 جريمة قتل، مما جعل معدلات القتل ترتفع إلى 25 لكل 100,000 نسمة في عام 2017، مقارنة بمعدلات عام 2011 التي بلغت 19.4 لكل 100,000 نسمة.
حطمت المكسيك في مايو 2018 الرقم القياسي السابق كأكثر الشهور دموية على الإطلاق والمسجل في أكتوبر 2017، بعد تسجيل 2530 حالة قتل عمد مبلغ عنها خلال الشهر، وما يمكن تقديره أيضا بحوالي 93 حالة يوميًا. كما فتحت السلطات المكسيكية 33,341 تحقيقًا في جرائم القتل في عام 2018، وهو أعلى رقم مسجل على الإطلاق. ومع ذلك، فقد أوشكت جرائم القتل في عام 2019 أن تبلغ 35,000، وهو أعلى من الرقم القياسي لعام 2018.

### الاتجار بالمخدرات
تشكل الولايات المتحدة سوقًا مربحة للمخدرات غير المشروعة. تقدر الأمم المتحدة أن مصدر ما يقرب من 90% من الكوكايين المباع في الولايات المتحدة هو أمريكا الجنوبية، والذي يُهرّب عبر المكسيك. تعدّ المكسيك أكبر مورد أجنبي للماريجوانا، وأكبر مصدر للهيروين في السوق الأمريكية. يُصنّع معظم الميثامفيتامين المباع في الولايات المتحدة في المكسيك، وتمثل مختبرات الميثامفيتامين التي تديرها المكسيك والتي تعمل شمال الحدود معظم النسبة المتبقية.

#### عصابات المخدرات
تلعب عصابات المخدرات المكسيكية دورًا رئيسيًا في تهريب الكوكايين والهيروين والماريجوانا بين أمريكا اللاتينية والولايات المتحدة. غالبًا ما تستخدم عصابات المخدرات هذه الجماعات المكسيكية الأمريكية وجماعات لاتينية أخرى لتوزيع مخدراتها في الولايات المتحدة. ترتبط عصابات المخدرات المكسيكية بتجار المخدرات الكولومبيين وجماعات الجرائم الدولية المنظمة الأخرى. أدى الارتفاع الحاد في العنف المرتبط بالمخدرات إلى قلق بعض المحللين بشأن تحول المكسيك إلى كولومبيا أخرى.

#### الإنتاج المحلي للعقاقير المحظورة
تُنتج أيضًا بعض العقاقير غير المشروعة في المكسيك، بما في ذلك كميات كبيرة من الخشخاش المنوم والماريجوانا في منطقة جبال سييرا مادري الغربية. أصبحت المكسيك تدريجيًا مصدرًا رئيسيًا للأمفيتامينات والعقاقير الاصطناعية الأخرى في سوق أمريكا الشمالية (مثل الكريستال)، خاصة في ولايات غيريرو وميتشواكان وخاليسكو والمقاطعة الفيدرالية. بدأ الأخوان بيلتران-ليفا وعائلة ميتشواكان التحكم في تصنيع العقاقير المصنعة في مقاطعتي سونورا وسينالوا. سيطرت هاتان المجموعتان الإجراميتان على الممرات من ميناء لازارو كارديناس البحري العميق في ميتشواكان، حيث تستورد المنتجات الأولية لتصنيع العقاقير الاصطناعية من آسيا.

#### الاستهلاك المحلي للعقاقير المحظورة
يتزايد استهلاك الماريجوانا وكوكايين الكراك والميثامفيتامين والمخدرات أخرى في المكسيك، وخاصة من قبل الشباب في المناطق الحضرية والأجزاء الشمالية من البلاد.

### الفساد
فاقمت المستويات العالية من الفساد في أجهزة الشرطة والقضاء والحكومة من الجرائم. يشكل الفساد عقبة كبيرة أمام المكسيك لتحقيق ديمقراطية مستقرة. تحتل المكسيك المرتبة 138 بين الدول الأقل فسادًا في العالم مما يجعلها أقل فسادًا من بابوا غينيا الجديدة ولكنها أكثر فسادًا من لبنان. وذلك وفقًا لمؤشر مدركات الفساد، الذي يعتمد على 13 استبيانًا مختلفًا ويشمل الشرطة والأعمال والفساد السياسي.

#### الفساد في القضاء
قام مقرر خاص للأمم المتحدة ببعثة إلى المكسيك في عام 2002 للتحقيق في تقارير لجنة حقوق الإنسان التابعة للأمم المتحدة التي تفيد بأن السلطة القضائية وإدارة القانون في البلد لم تكونا مستقلتين. وقد لاحظ المقرر خلال زيارته لعدد من المدن، أن الفساد في القضاء لم ينخفض بشكل ملحوظ. تتمثل إحدى القضايا الرئيسية في لجوء المواطنين إلى محاكم الولايات غير اللائقة بحثًا عن العدالة، نظرًا لانشغال المحاكم الفيدرالية بقضايا ذات مستوى عالٍ.
أعرب المقرر عن قلقه بشأن قضايا مثل الاختلال في مهنة المحاماة، والصعوبات والمضايقات التي يواجهها المحامون، وإجراءات المحاكمة السيئة، وضعف وصول السكان الأصليين والقاصرين إلى نظام العدالة، والتحقيق الباهت في العديد من الجرائم.